# Lophocampa niveigutta
Lophocampa niveigutta är en fjärilsart som beskrevs av Walker 1856. Lophocampa niveigutta ingår i släktet Lophocampa och familjen björnspinnare. Inga underarter finns listade i Catalogue of Life.